# Plectiscidea foersteri
Plectiscidea foersteri är en stekelart som beskrevs av Rossem 1987. Plectiscidea foersteri ingår i släktet Plectiscidea och familjen brokparasitsteklar. Inga underarter finns listade i Catalogue of Life.